# El Brujo (historieta)
El Brujo es el nombre de una serie chilena de cómics y del alter ego superheroico de su protagonista: Román Farías, un estudiante de edad indefinida de la Universidad de Concepción (capital de la Octava Región de Chile), que tiene los poderes y habilidades de los Brujos Chilotes (ver brujos de Chiloé), un mito muy arraigado en el sur del país (ver mitología chilota). En el mundo del noveno arte, la leyenda de los brujos es célebre por haber sido representados como los villanos principales de la saga “American Gothic” de la serie americana Swamp Thing, escrita por Alan Moore. El Brujo fue creado por el guionista chileno Brian Wallis, y en la faz gráfica es usualmente acompañado por el ilustrador chileno Mauricio Menares, apareciendo por primera vez en la revista de antología Caleuche Comic #1 (octubre de 2005), Editorial Cíclope, y luego en la revista Héroes, editado por CS Media. Su tono es principalmente de farsa/parodia, y el que normalmente da el tono es el mismo protagonista, debido a su personalidad floja, extravertida, arrogante y su constante manía de hablarle al lector, como si supiera que se encuentra en un cómic. Además se caracteriza por sus vastos conocimientos de cultura popular, citando o parodiando cómics, series de TV y películas.
Junto a otras series tales como Bichos Raros, Clérigo, Eje Z y Curso Alternativo, tiene el particular honor de pertenecer al primer universo comiquero (a la usanza de DC Comics o Marvel), creado en este país (Universo CS).

## Historia
Poco después de su nacimiento, el pequeño Román Farías es raptado por la milenaria y maligna orden de hechiceros chilotes conocidos como La Brujería, quienes están convencidos de que el bebé está destinado a convertirse en el brujo más poderoso que se haya conocido, el brujo que traerá de vuelta la oscuridad al mundo, para que finalmente la orden pueda reinar. Sin embargo, Román es rescatado por El Curioso, un brujo arrepentido, Pezoa Véliz, un Invunche (bestias creadas por la brujería a partir de infantes para ser los guardianes de sus escondites) que se considera un experimento fallido (los invunches por lo general son estúpidos y apenas pueden hablar, este es un genio), y Amelia, una voladora (mujeres que pueden transformarse en aves a través de un ritual y que sirven como mensajeras para los brujos) que hermosa y joven, también un experimento fallido, pues se supone que sean horripilantes). El Curioso se sacrifica, pero permite que escapen los otros dos con el chico, quienes lo dejan en un orfanato y procuran que tenga una vida normal, siempre vigilándolo en secreto y procurando que la Brujería no lo encuentre.
Román crece como un joven normal, ignorante de su pasado hasta que es encontrado por un grupo de brujos en su propia universidad, quienes están decididos a llevárselo de vuelta a la Brujería. En ese momento irrumpe Pezoa Véliz y lo salva. Decide, junto a Amelia relatarle su verdadera historia y revelarle el propósito por el cual El Curioso lo salvó, para convertirse en un superhéroe (muy a pesar de Pezoa Véliz), quien defendería a las personas en lugar de dañarlas como hacen los brujos. Román, un producto de la cultura popular (fanático de los cómics, TV, videojuegos y música) acepta encantado, pero es capturado por la orden en su primera aventura.
Román es forzado por el líder de la Brujería, El Primero, a recitar el conjuro que traerá la oscuridad de vuelta al mundo, pero se equivoca, trayendo en su lugar a un Cuchivilú gigante, una bestia mitológica chilota mitad cerdo mitad serpiente fanática del pescado. Mientras se dirige a la costa, la bestia va destruyendo toda la ciudad. Román, a regañadientes, va a detenerlo. A pesar de sus pocas ganas, consigue estrellar a la bestia contra una refinería, haciendo explotar el lugar, pero deteniendo la amenaza. Román es encontrado por la televisión a unos metros del lugar, sin su máscara, por lo que en ese momento se hace pública su identidad. El público y la televisión lo tildan de inmediato como “El héroe número 1 de la Nación”, quienes piensan que Román es infalible, desinteresado y honesto (siendo por supuesto, todo lo contrario), una constante a través de la serie.

## Poderes y Armas
El Brujo rescata o convierte elementos del mito en armas de combate para su lucha contra el mal. En el mito, los brujos son poderosos hechiceros quienes a través de la magia pueden hacer casi todo, desde aumentar sus capacidades físicas y mentales hasta transformarse en animales. Román por lo general usa ensalmos para aumentar su fuerza, resistencia y agilidad, ya que es un pobre luchador cuerpo a cuerpo, y carece de disciplina. Hasta el momento, se desconoce toda la cantidad de habilidades que puede llegar a tener (pero considerando que es potencialmente el brujo más poderoso, sus habilidades bien pueden ser ilimitadas). También tiene la singular habilidad de separar su cabeza de su cuerpo (también una habilidad descrita en los mitos de los brujos). Cuando hace esto, sus orejas se transforman en alas, confiriéndole la habilidad de volar.
Su aditamento más distintivo es su capa, una variante del chaleco mágico de los brujos, el macuñ. Este es un chaleco hecho de piel humana (de mujer) que brilla y que le permite volar al gritar “Arrealhué”. Debido a que el mito exige que el brujo debe hacer su propio chaleco (eso significa matar a una víctima para luego transformar su piel en macuñ), El Curioso le dejó de regalo a Román el suyo. Román ha adoptado también el grito “¡Arrealhué!” como su grito de guerra.
Quizás la habilidad más curiosa de Román sea su tendencia a romper la cuarta pared. A menudo Román se dirige a los lectores y hace bromas respecto a ser un personaje de cómic. Si bien, este mecanismo es usado principalmente para obtener resultados cómicos, le da una inusual ventaja por sobre sus rivales. Román conoce muy bien las reglas de un cómic de superhéroes y juega con ellas, sabe como suele comportarse un villano, o como trabaja un crossover (término usado para el encuentro de personajes de series diferentes). Otros personajes conocidos por hacer lo mismo son Deadpool y She-Hulk, ambos de Marvel.

## Personajes
Román Farías/El Brujo: El protagonista de la serie, su vida cambió en el momento en que se enfundó su uniforme de héroe. Se convirtió en una celebridad instantánea, y actualmente lo llaman de todo Chile para resolver distintos casos. Román es haragán, exhibicionista y arrogante, y aprovecha cualquier oportunidad para que lo adoren. Suele actuar primero y pensar después, y sus decisiones dependen enteramente de su estado de ánimo. Sin embargo, cuando se aplica es bastante astuto y hábil en pensar soluciones de último minuto. Román es un geek asumido, pero por su estatus de estrella, nunca suele faltarle compañía femenina.
Pezoa Véliz: Un invunche, un ser monstruoso creado por la brujería a partir de infantes al que se le somete a una serie de pruebas como doblarle y torcerle una pierna y pegársela a la espalda. Contrahechos y peludos, los invunches son los guardianes de las cuevas donde se reúnen los brujos. A diferencia de sus pares, los cuales apenas pueden hablar, Pezoa Véliz es altamente inteligente, culto y educado (por lo que se considera un experimento fallido en la orden). Es el cerebro del equipo, igualmente versado en hechicería y ciencia, y a menudo es la voz de la razón. A pesar de esto, es igual de fuerte y ágil que un invunche normal (más o menos como un gorila). Pero prefiere usar la violencia como último recurso. Por su deformidad, Pezoa Véliz suele esconderse y darle instrucciones a Román a distancia. De todas maneras, su condición de monstruo no parece afectarle demasiado, y lo hace más que nada para no asustar a la gente.
Amelia: Una voladora, mensajera de los brujos. Estas mujeres pueden transformarse en aves si realizan una ceremonia muy dolorosa que consiste en vomitar sus intestinos. Para volver a su estado normal deben ingerir sus intestinos. Amelia también es un experimento fallido, pues es joven y hermosa, a diferencia de las otras voladoras que son viejas y feas. La misión de Amelia es supervisar constantemente a Román y vigilar que no se escape a fiestas o eluda su trabajo. Rivaliza bastante con éste, pero en el fondo lo estima. Es usual que Román le haga comentarios sexistas y la moleste por cualquier pequeña cosa.
Alonso y Ricardo: Los dos mejores amigos de Román. Luego de que el cuchivilú destruyó el departamento en el que vivían, Román se los llevó a vivir con Pezoa Véliz y Amelia. Por lo general pasan todo el día jugando videos o en fiestas, Alonso suele ser el más ecuánime y preocupado, mientras que Ricardo es tan inconsciente como Román.
El Curioso: El brujo encargado de entrenar al pequeño Román para convertirse en el hechicero supremo. Le toma cariño al niño y decide sacrificarse para permitirle escapar. Se dice que aun cuando está muerto, no se encuentra ni en el cielo ni el infierno, sino en una dimensión de donde provienen todas las ideas, y desde ahí sigue cuidando a su pupilo.